# Rosenknoten
Der Rosenknoten ist ein weniger bekannter, starker Stopperknoten, der besonders in der Segelschiffszeit auf Deckstoppern benutzt wurde. Die Benennung ist hier nicht eindeutig. Clifford W. Ashley nennt verschiedene Möglichkeiten einen Rosenknoten zu knüpfen, dessen Form sich unterscheiden und hebt aber besonders die Knoten #861 und #864 hervor, die mit Rosenknoten gemeint sein könnten.

## Beispiele
Der Knoten wird grundsätzlich aus vier Parten (Kardeelen) gelegt, um von oben den Eindruck einer Rosenblüte mit Staubgefäßen zu bekommen.

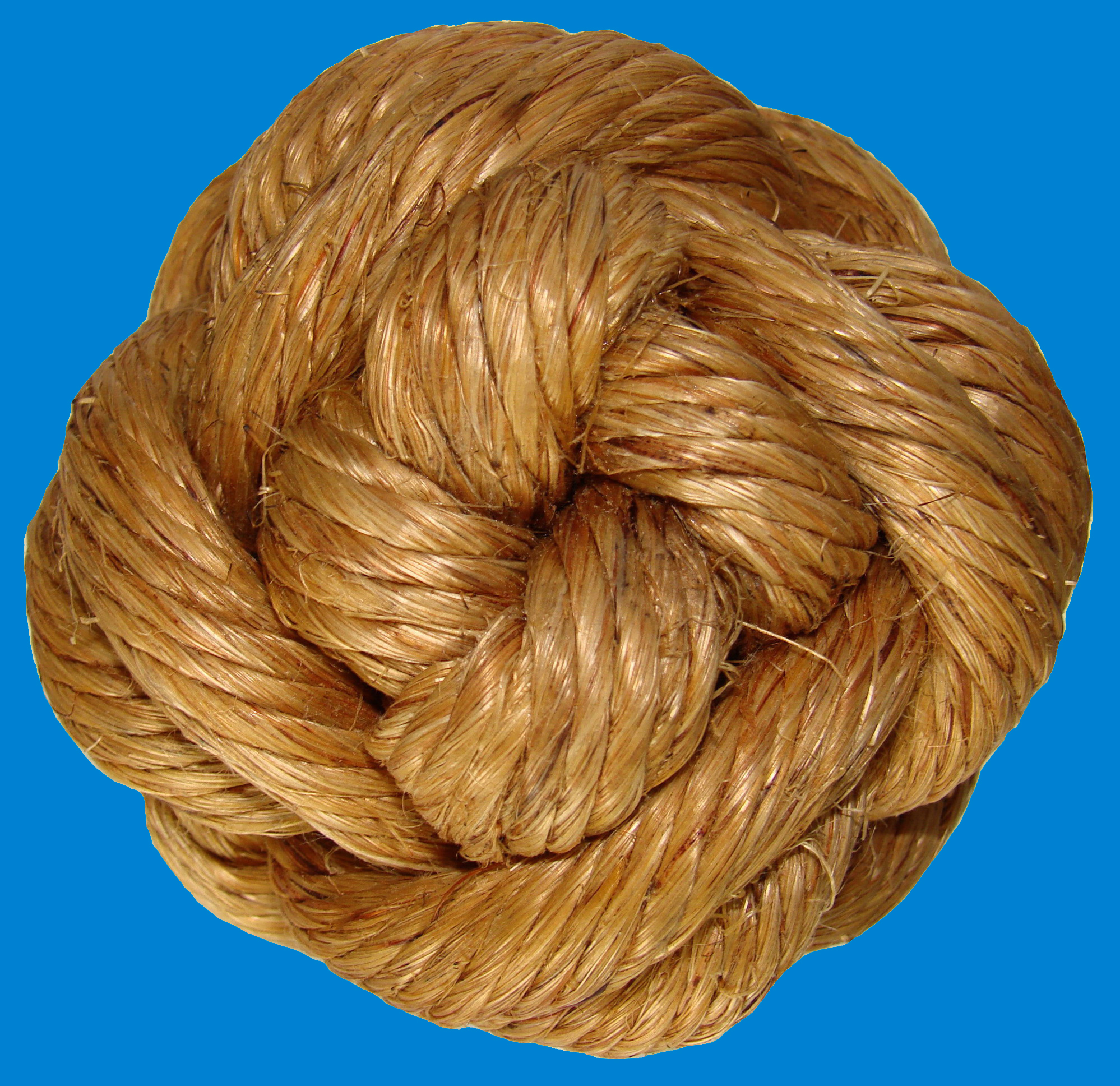
Draufsicht
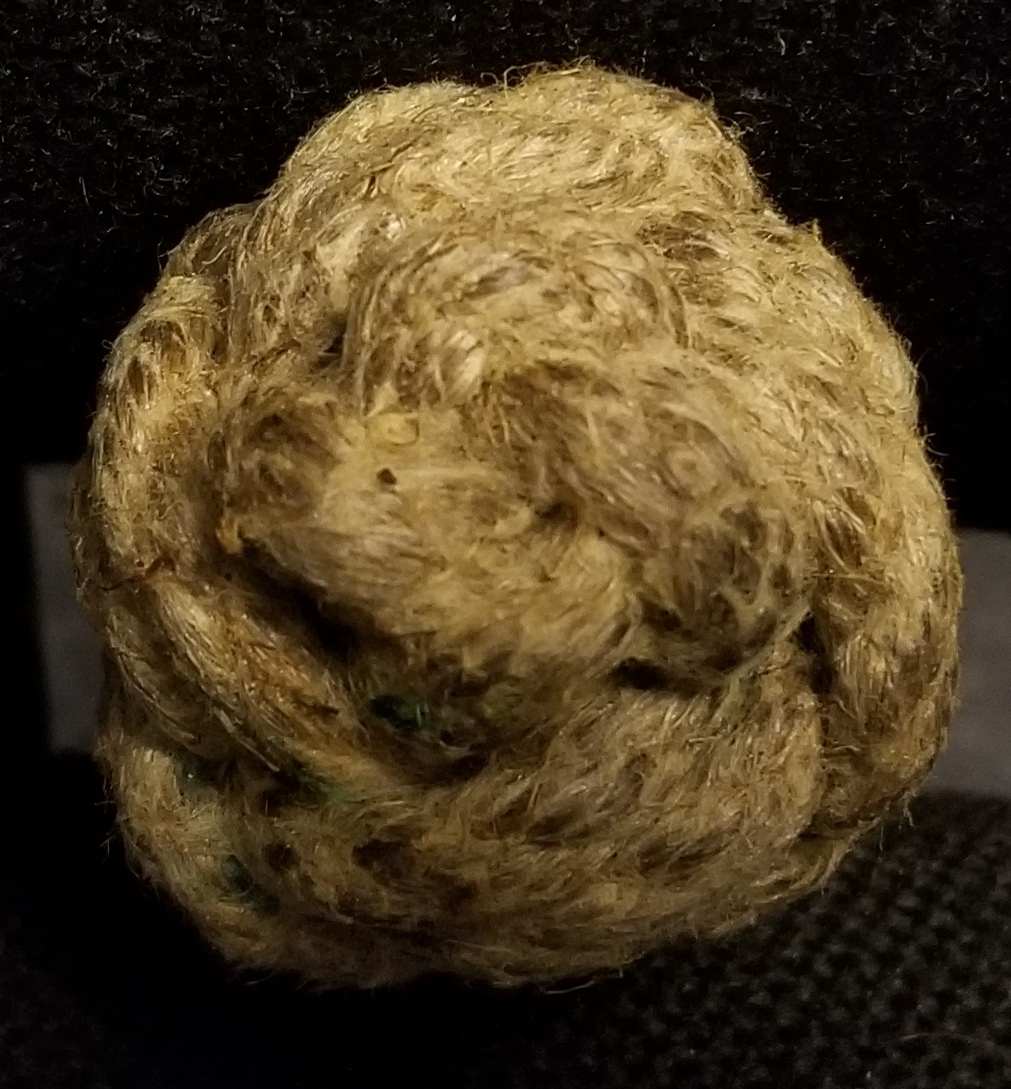
Draufsicht. Mit Hanfseil geknüpft.
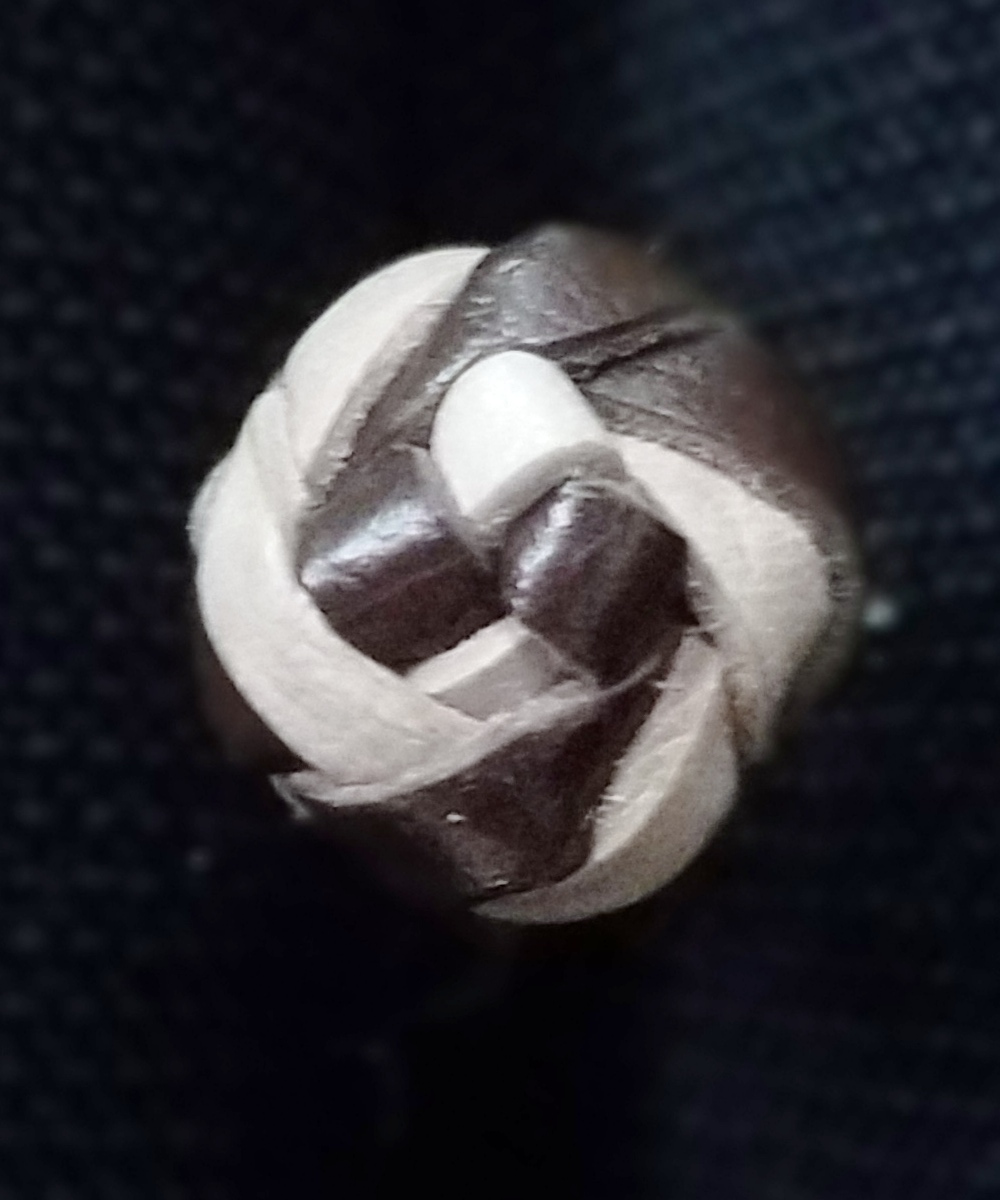
Draufsicht. Mit Lederbändern geknüpft.
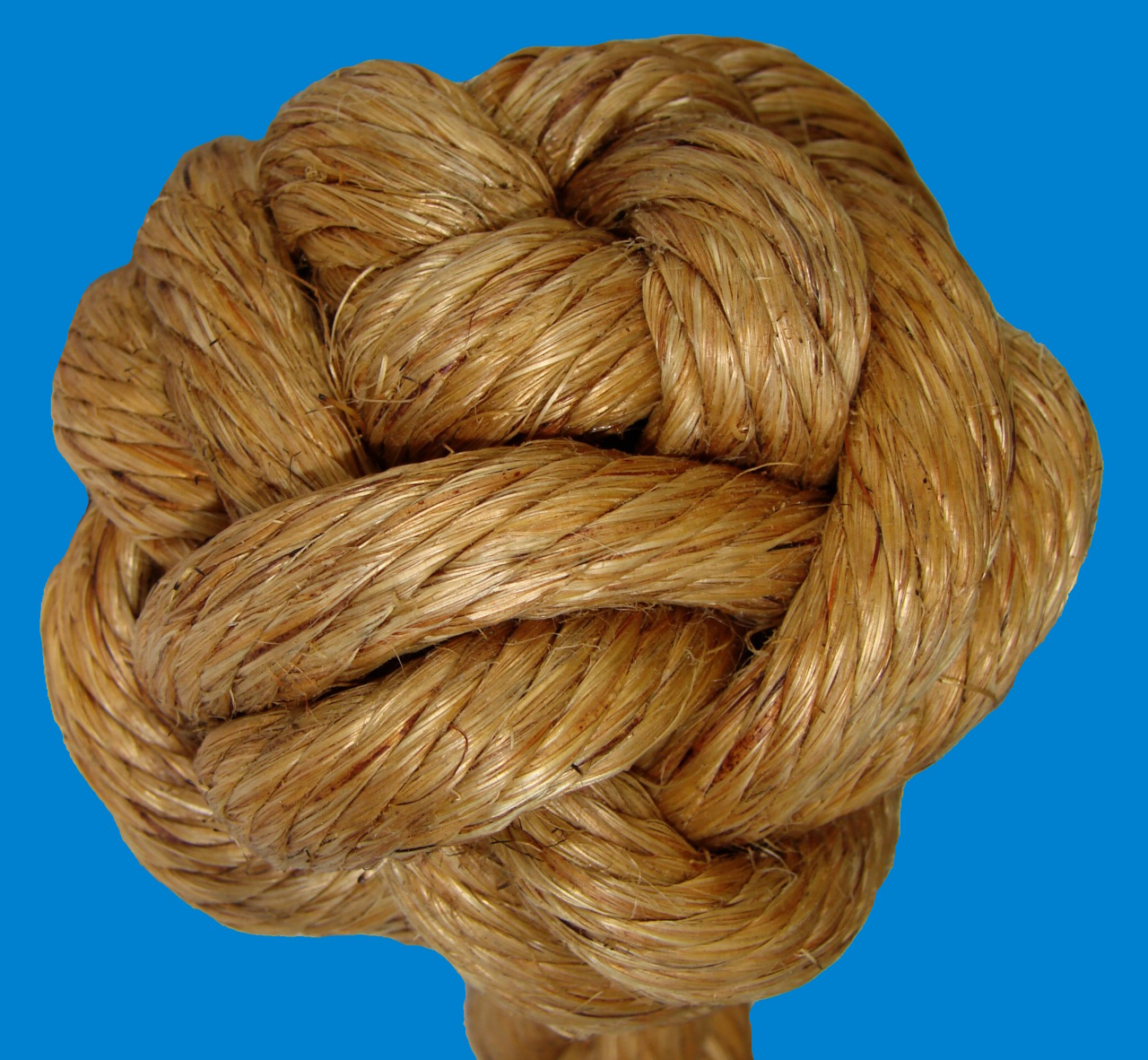
Seitenansicht
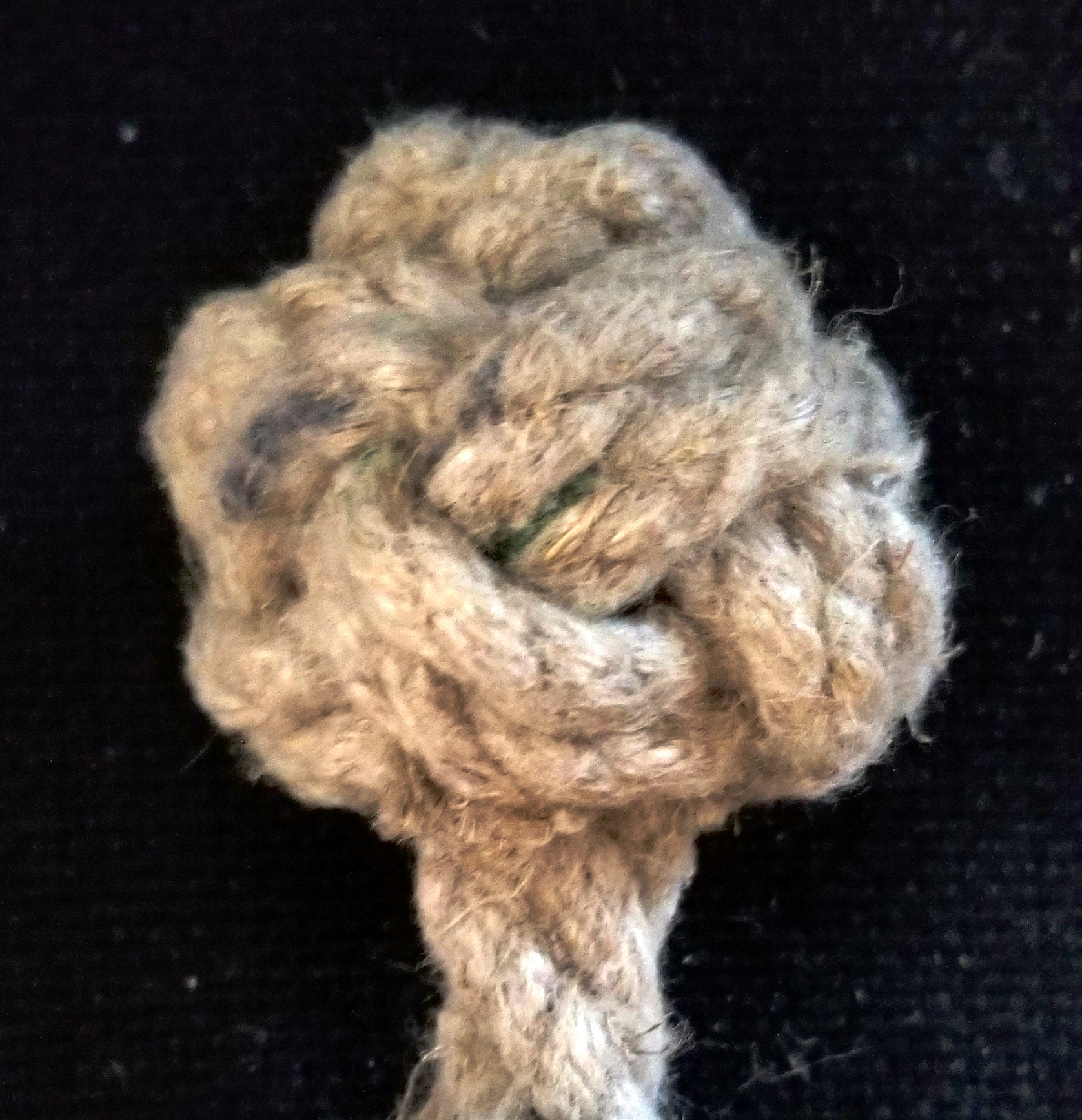
Seitenansicht
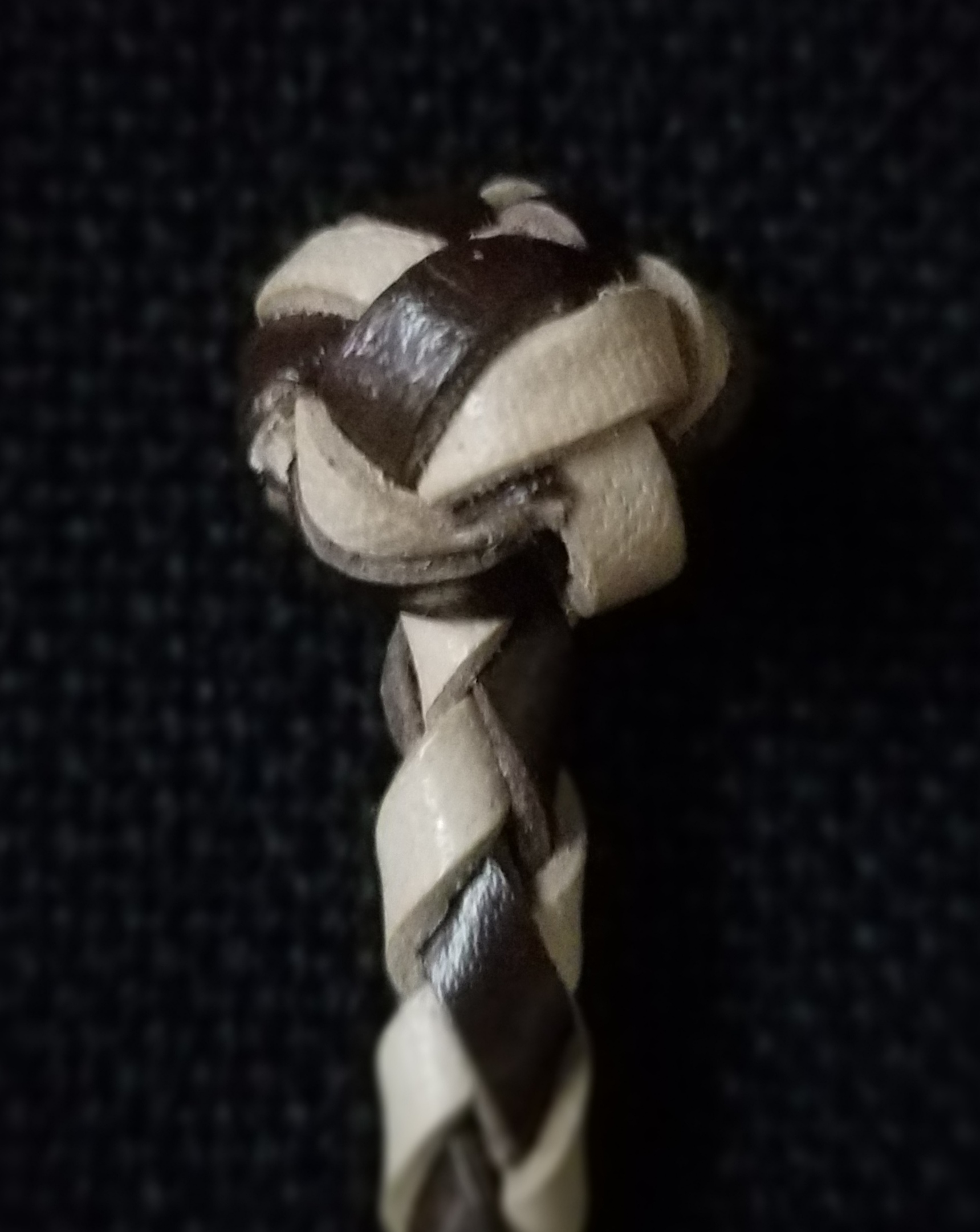
Seitensicht

## Knüpfen

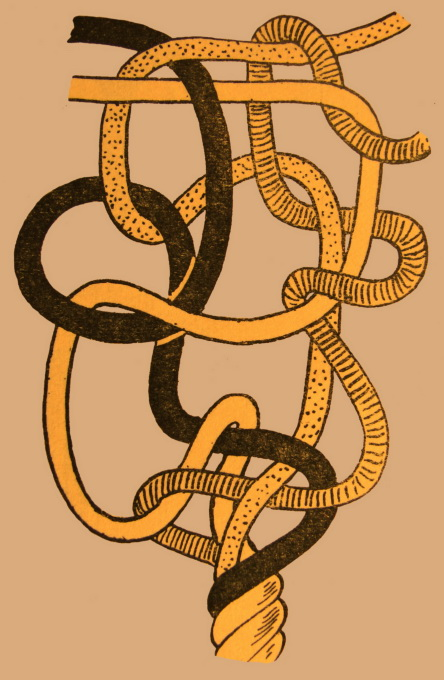
Gesamtansicht der verwendeten Knoten

Zuerst legt man einen Kronenknoten (Kreuz, Hahnepoot), dann einen Wandknoten und dann nochmal einen Kronenknoten. Sind diese drei Arbeitsschritte getan, so zieht (formt) man das Gebilde locker zusammen und steckt den Wandknoten auf seinen Außenkanten nach. Das zuletzt gelegte Kreuz wird ebenfalls auf seinen Außenkanten nachgelegt, wobei die Parten jeweils nach unten durch den Knoten gesteckt und, nach weiterem gleichmäßigem Zusammenziehen, am Stamm kurz abgeschnitten werden. Zur besseren Ansicht der verschiedenen Kardeele werden hier vier verschiedene Farben verwendet.

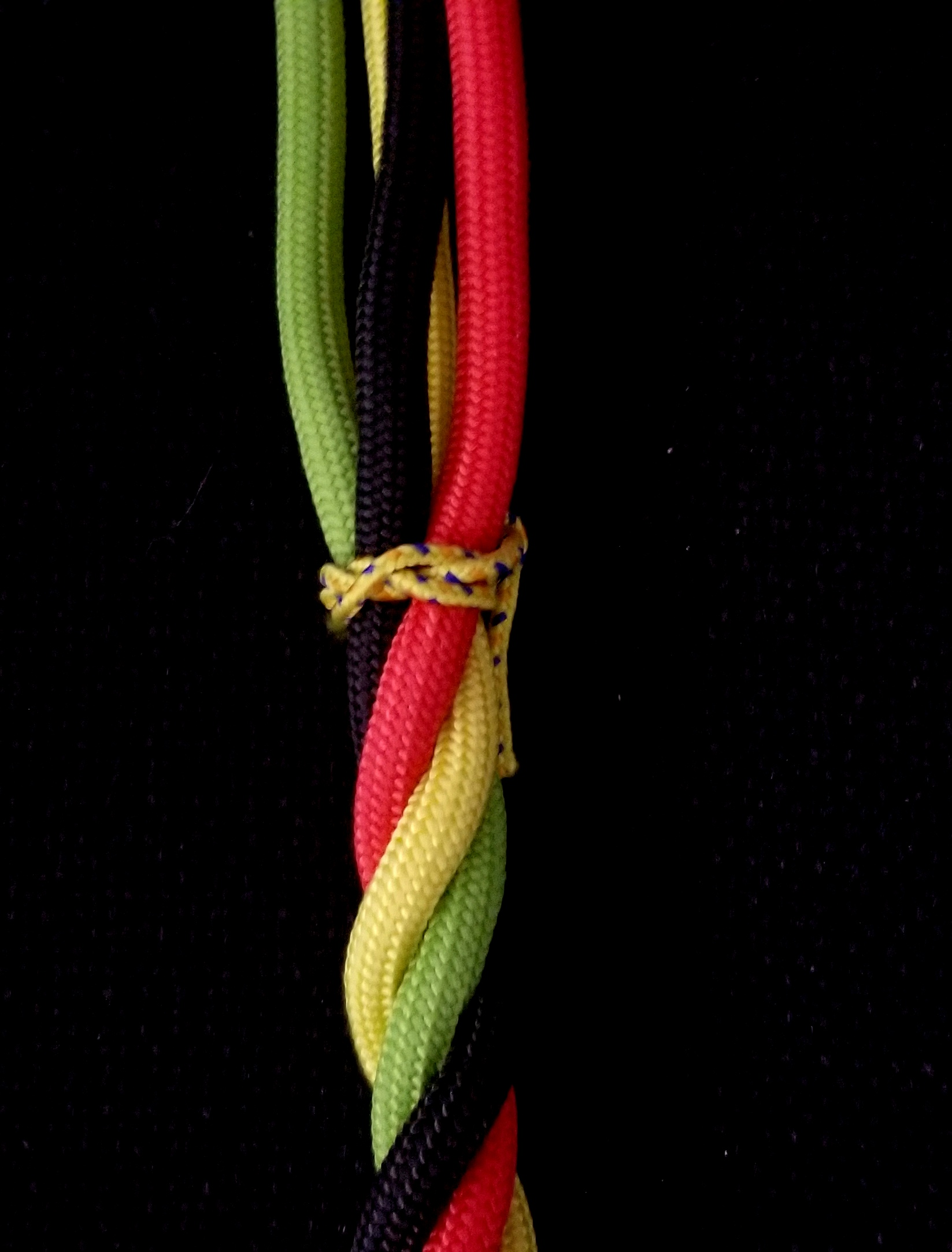
Vierkardeeliges Seil, welches am Ende gezeist ist, um ein Aufdröseln der Kardeele zu verhindern.
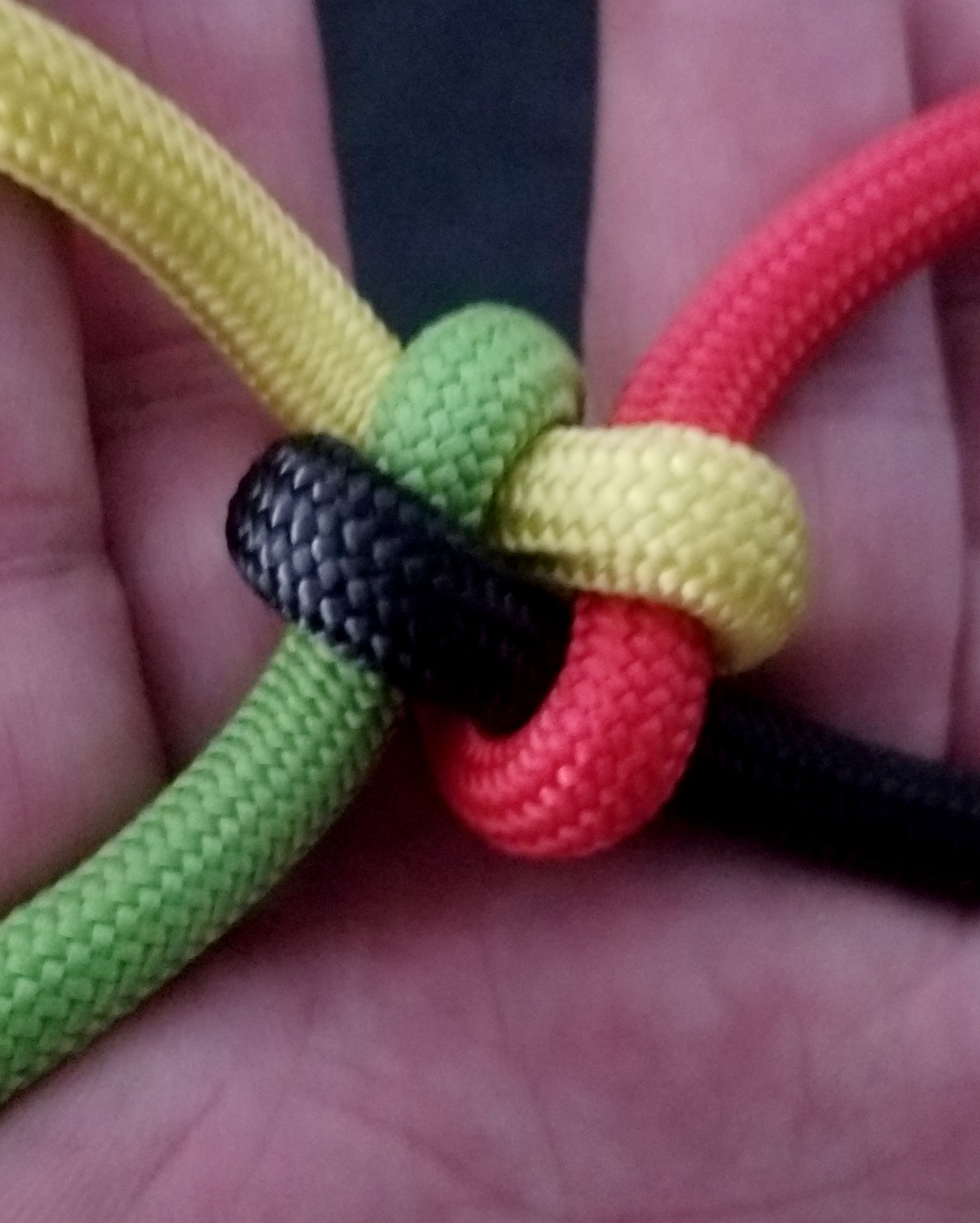
Zuerst wird ein Kronenknoten gelegt.
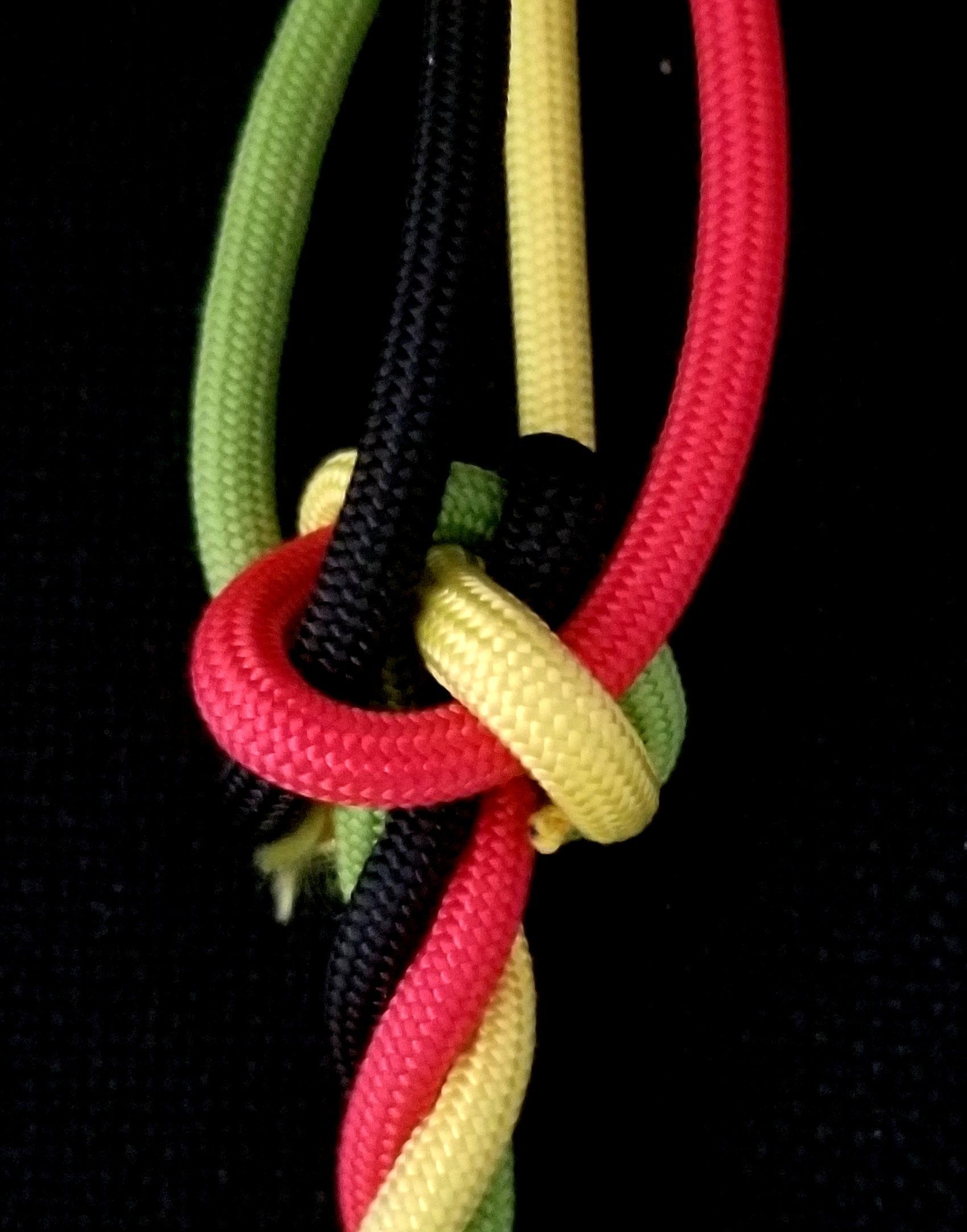
Anschließend ein Wandknoten.
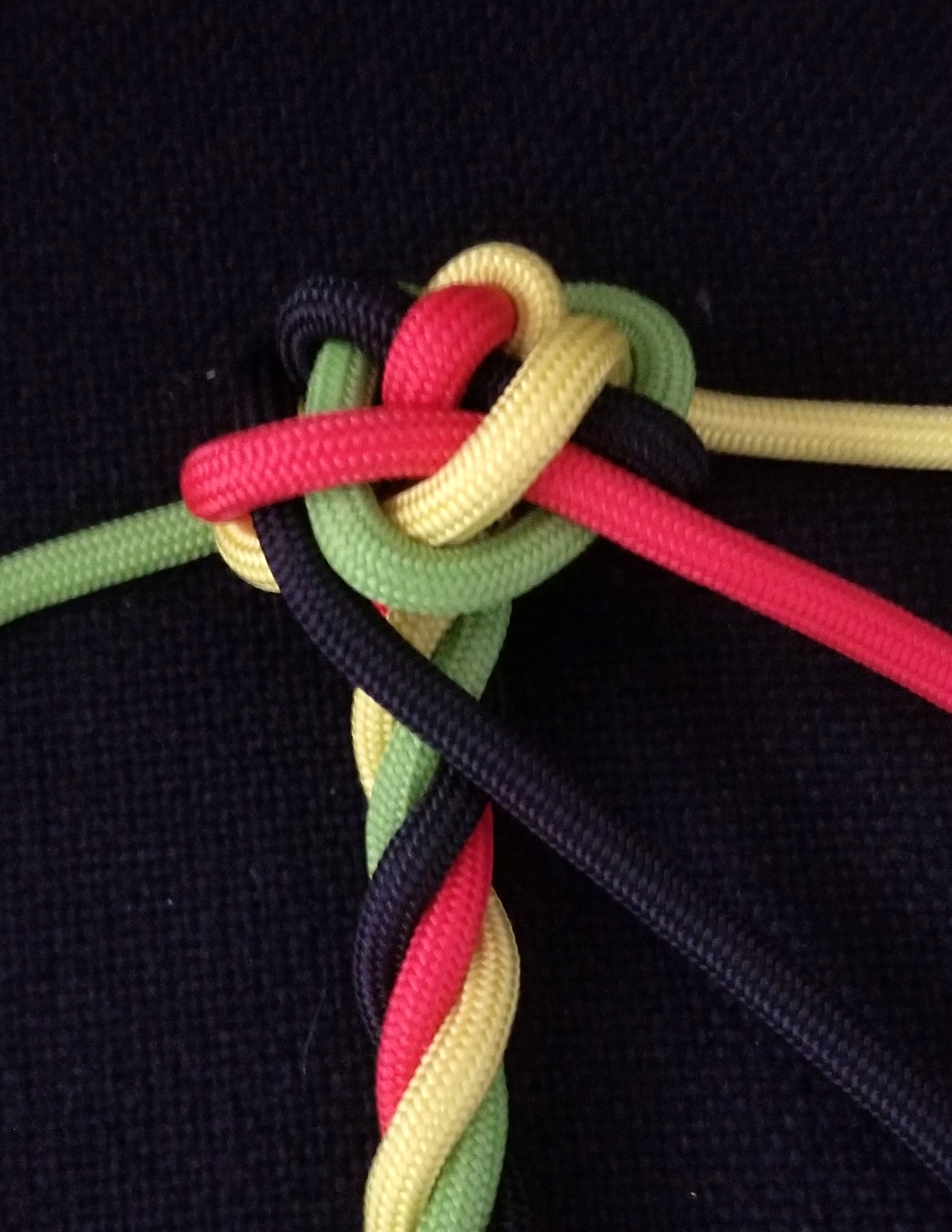
Und wieder einen Kronenknoten.
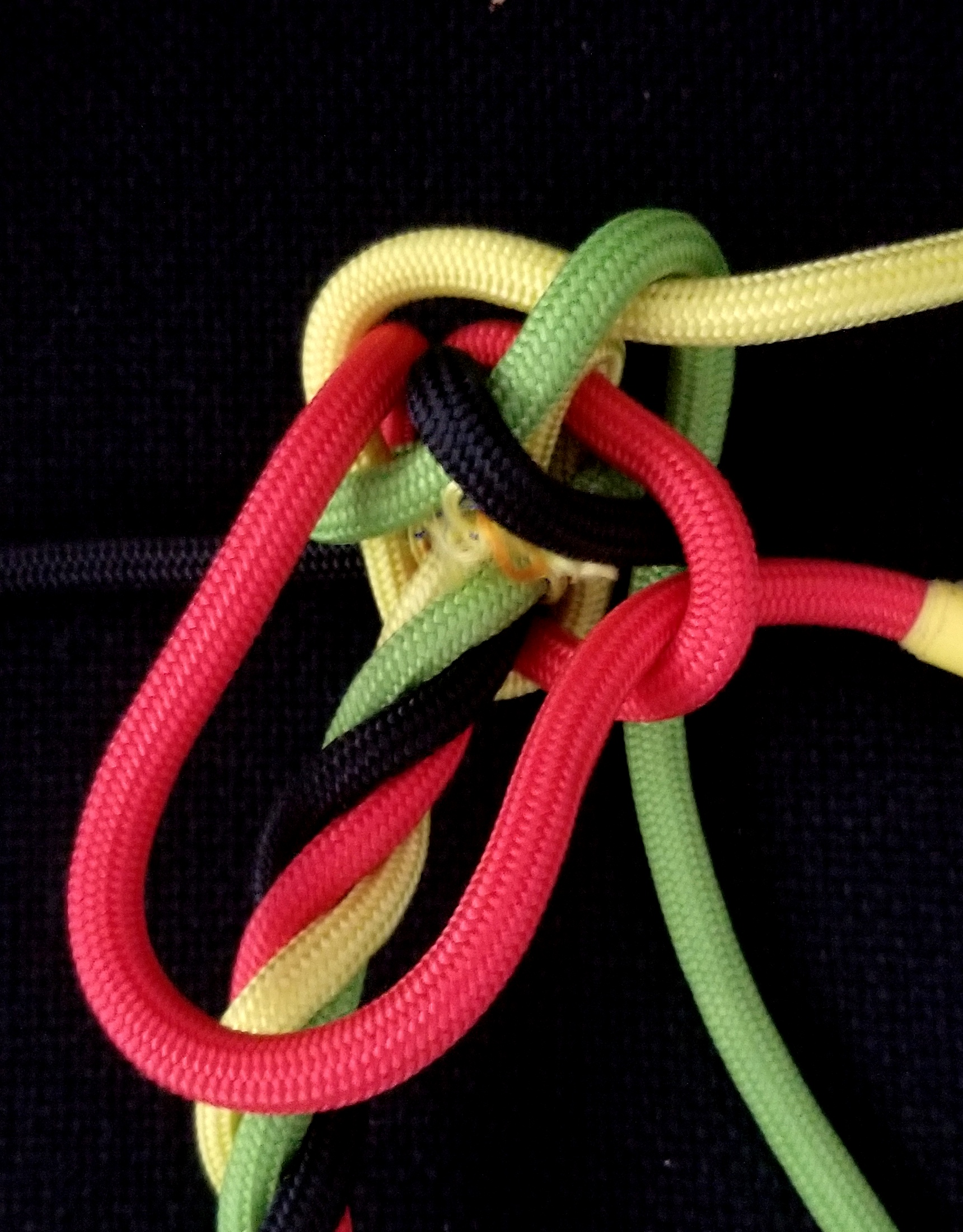
Die Kardeele werden jetzt an den Außenkanten nachgelegt, bzw. verdoppelt. Hier wird die rote Kardeele durch die rote Bucht gesteckt. Wichtig ist, dass man unter der vorherigen Kardeele fährt. So wird mit den anderen Kardeelen verfahren.
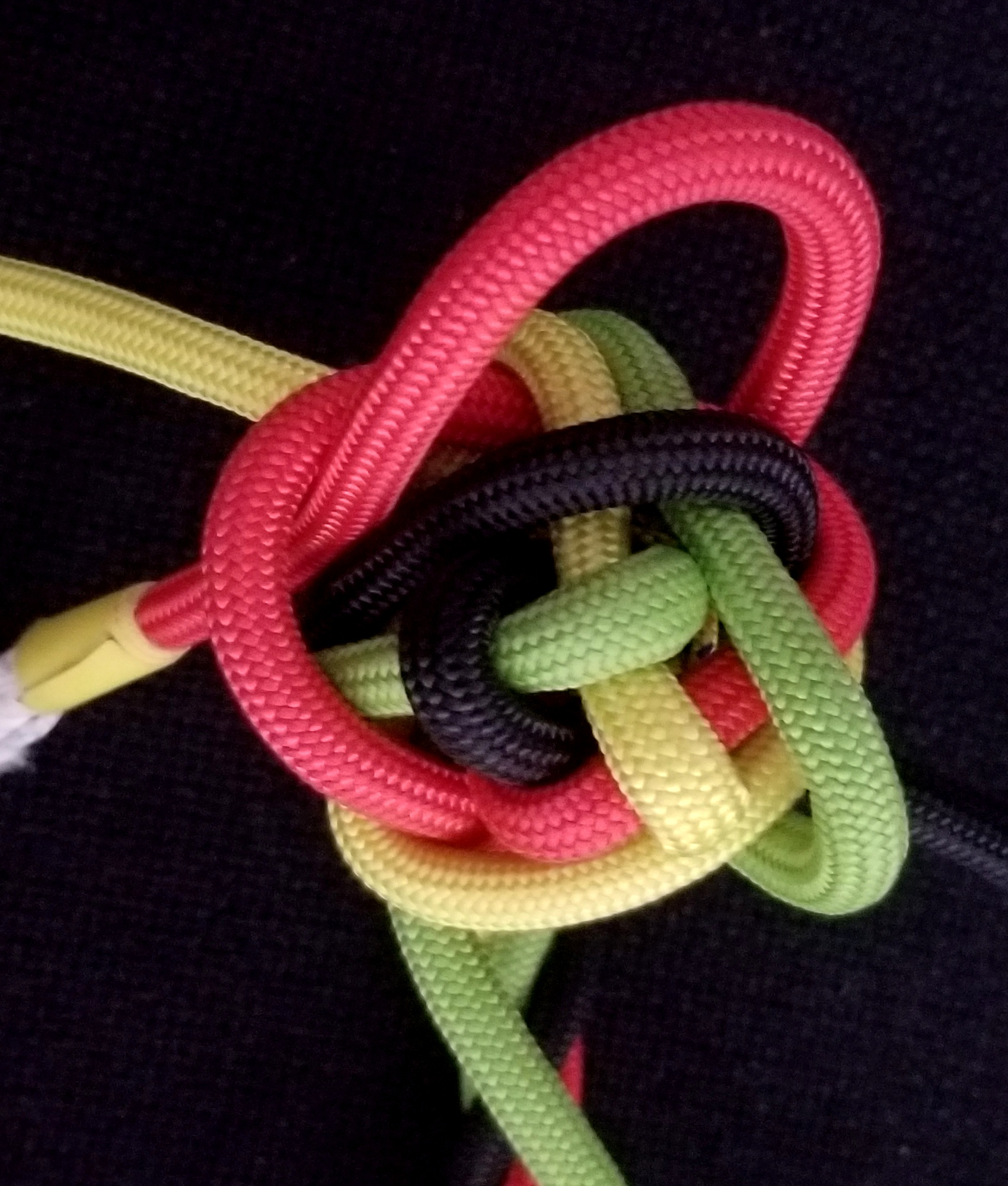
Das rote Kardeel wird weiter durch die nächste rote Bucht gesteckt. Genauso verfährt man mit den restlichen Kardeelen.
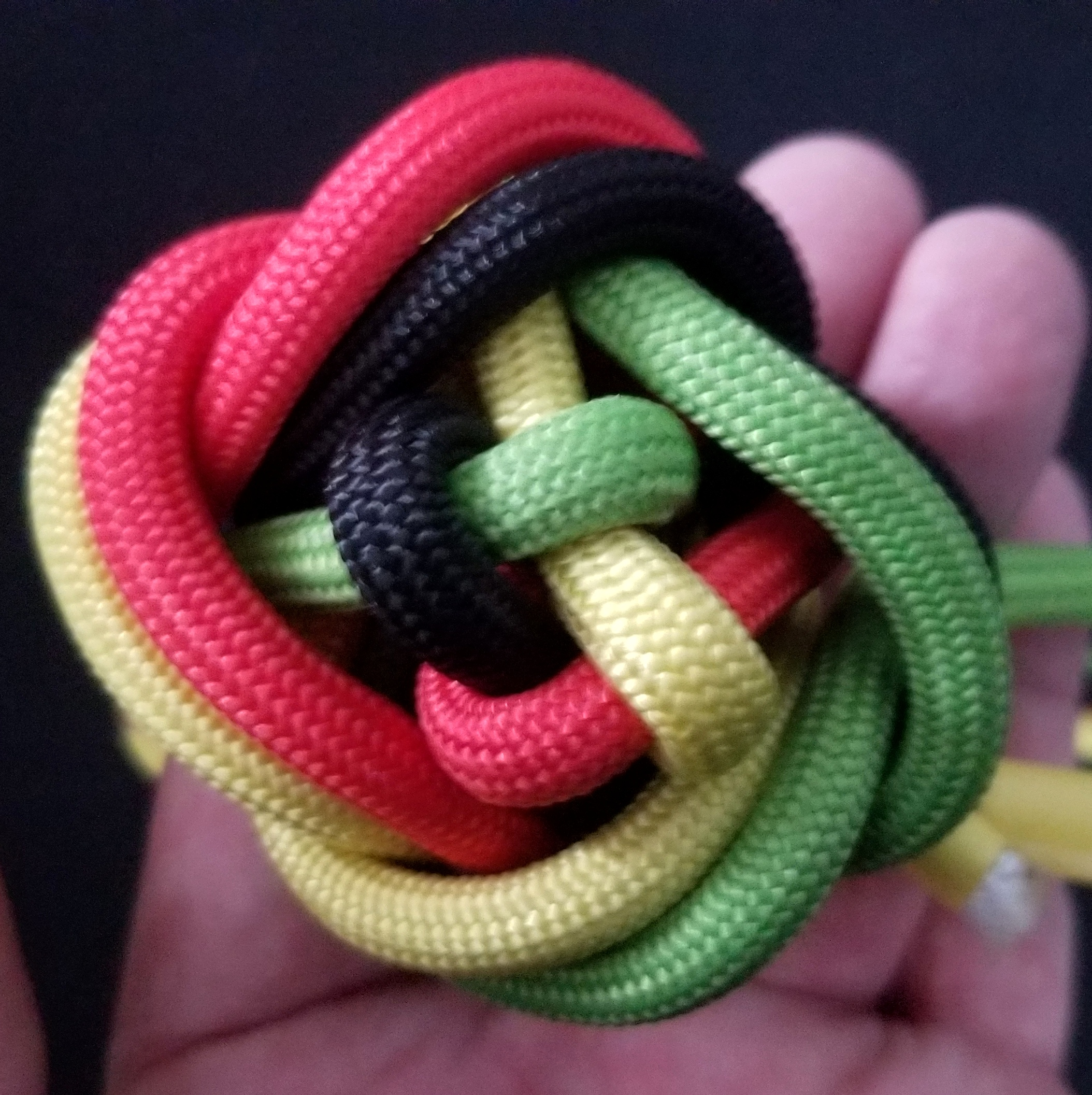
Das Knüpfen ist fertig. Man sieht von oben, den zuerst gelegten Kronenknoten.
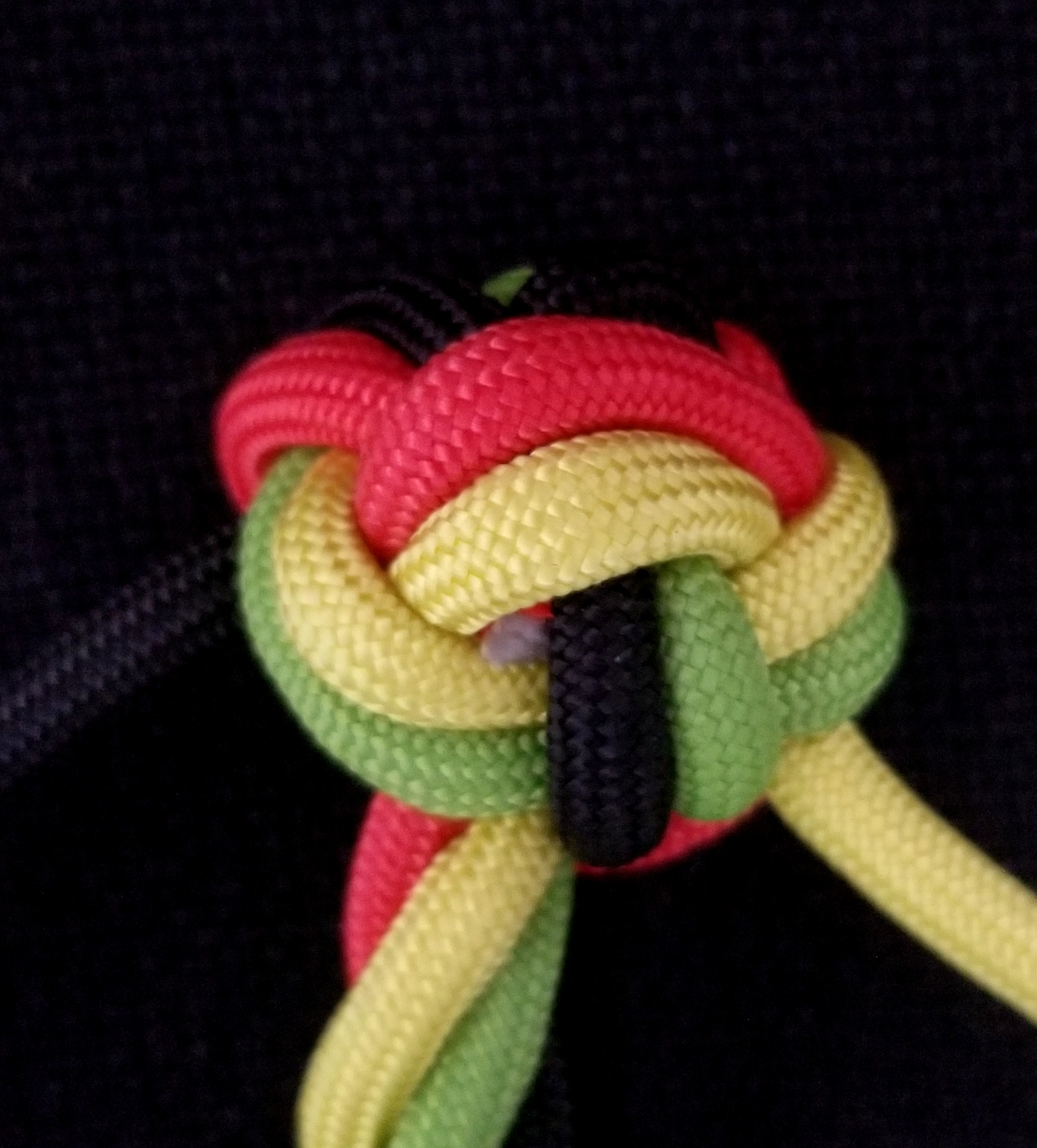
Noch sorgfältig nachziehen und den Rosenknoten in Form bringen.
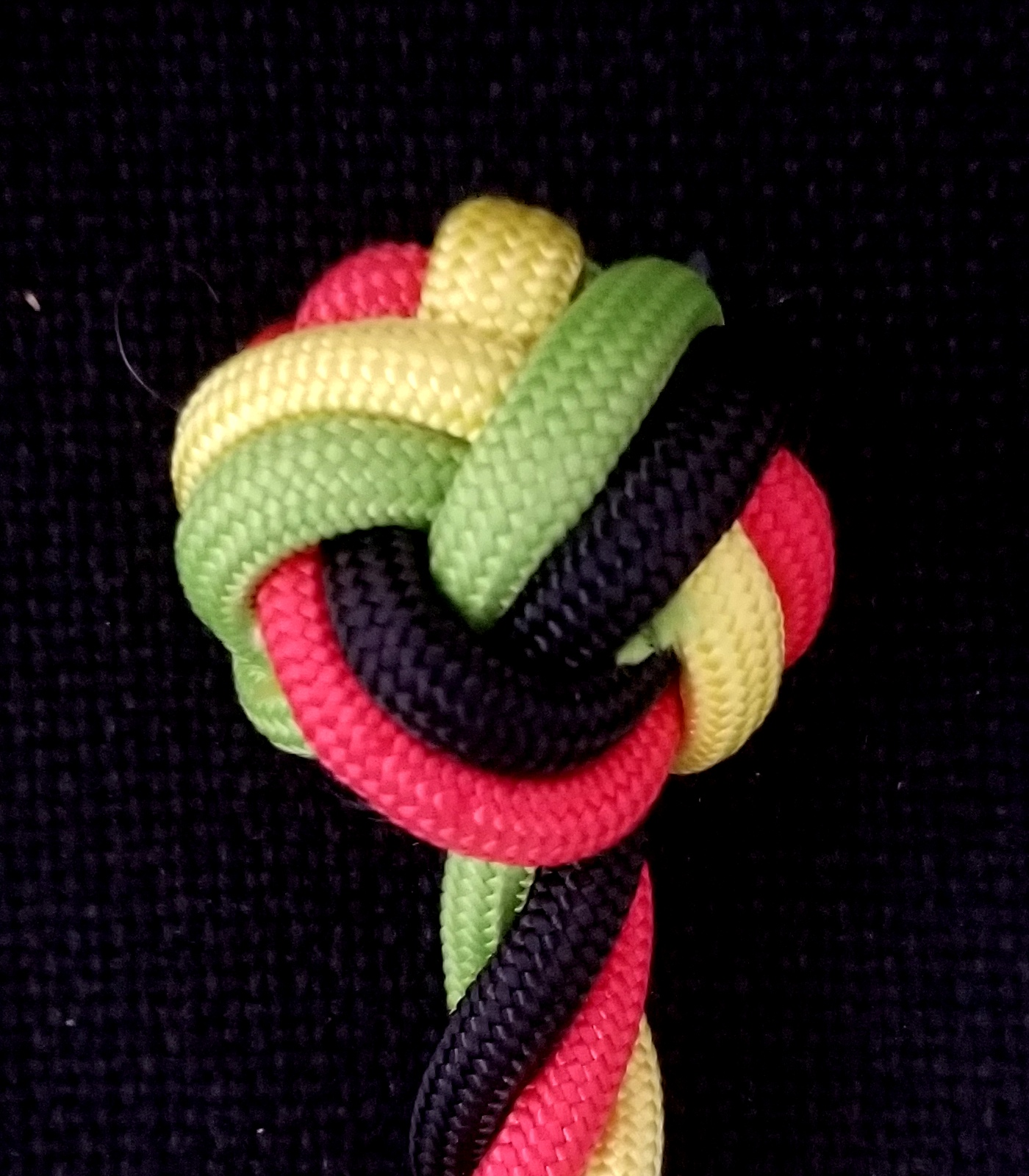
Und die Enden der Kardeele abgeschnitten. Seitenansicht des Rosenknotens.
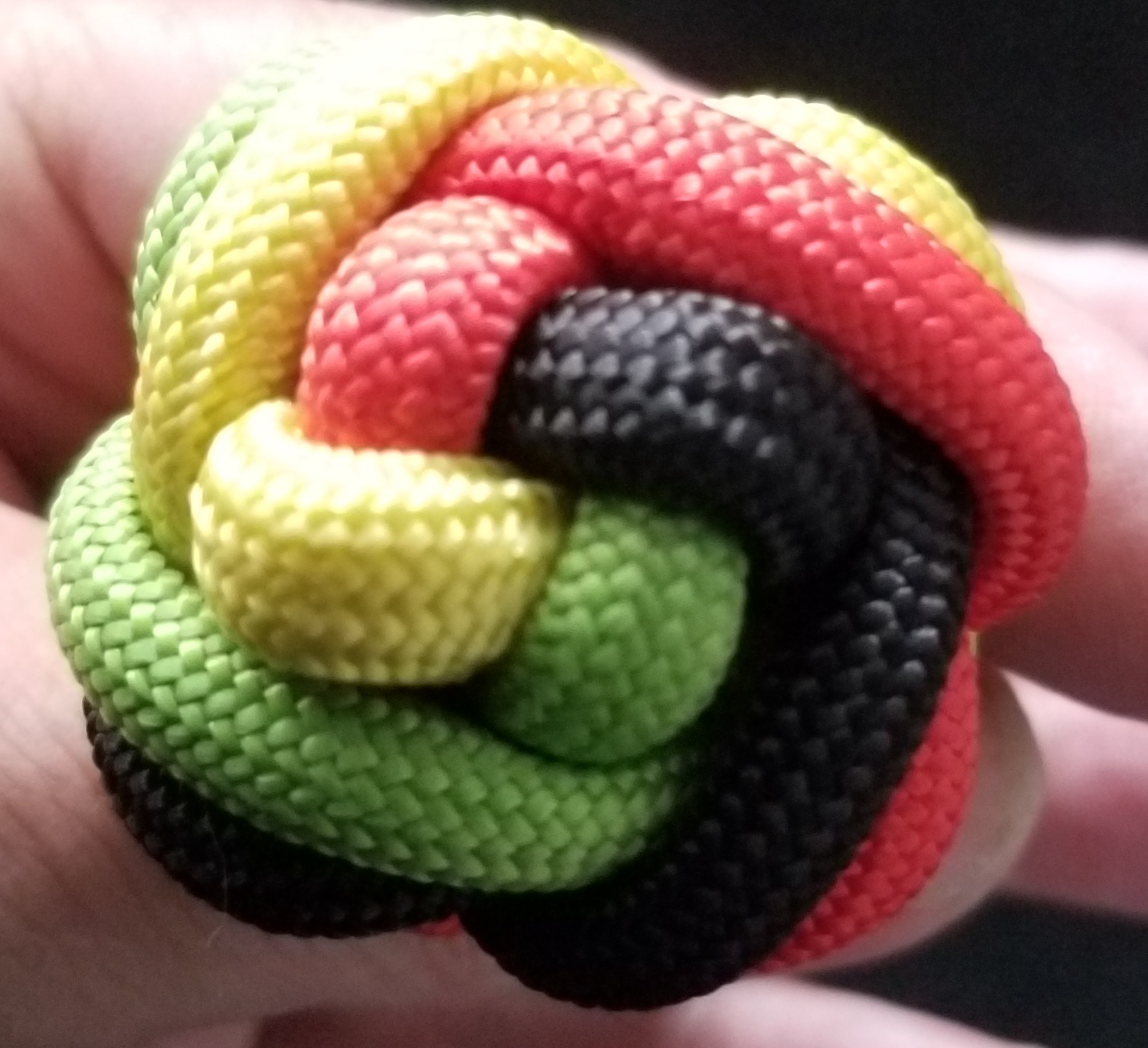
Draufsicht des Rosenknotens.

## Alternativen

Der Fallreepsknoten ist ein Zierknoten am Tampen eines Seilendes, besonders am Fallreep, der an die Bordwand eines Schiffes gehängten schräge Treppe[2]
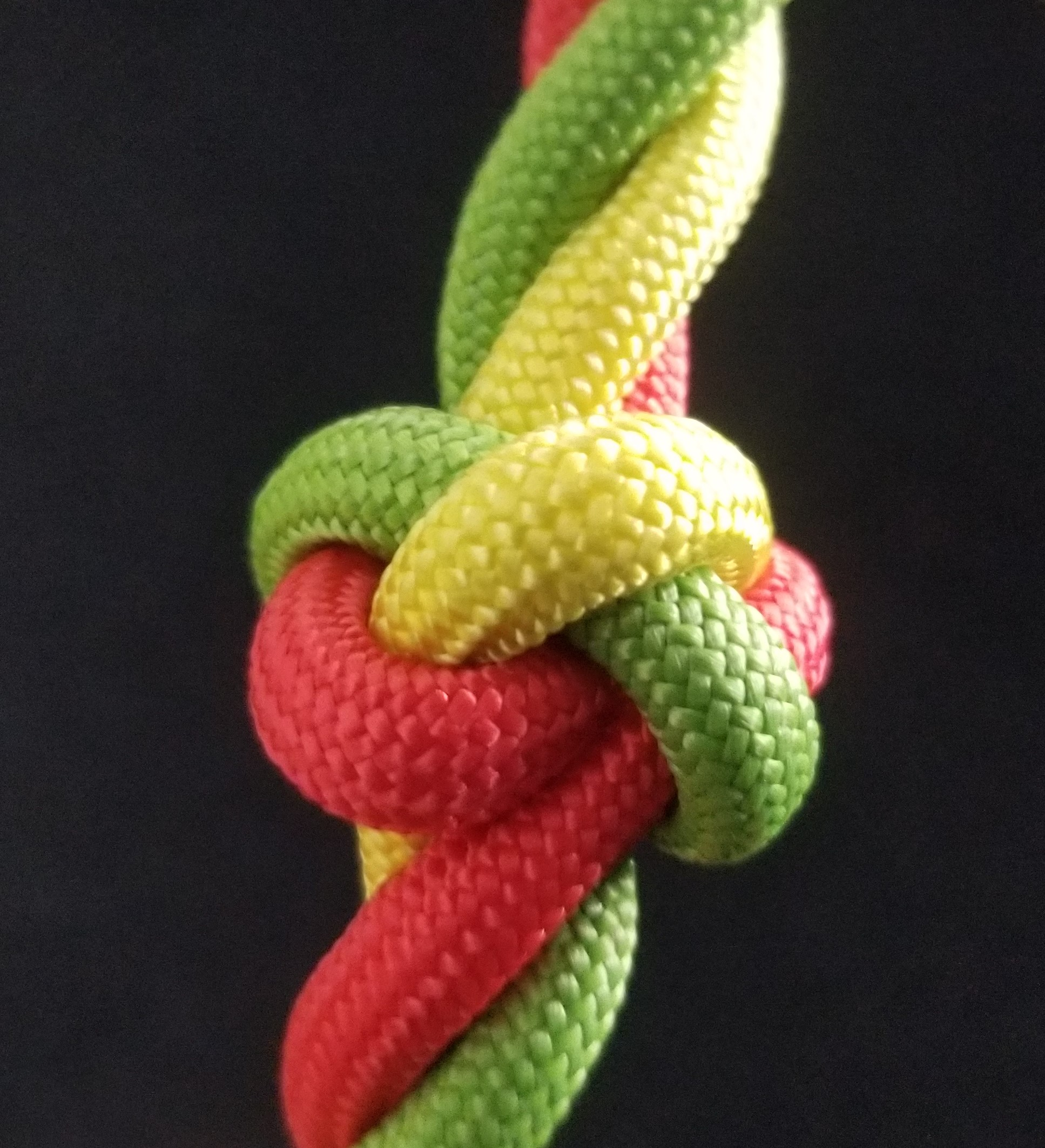
Einfacher Fußpferdknoten
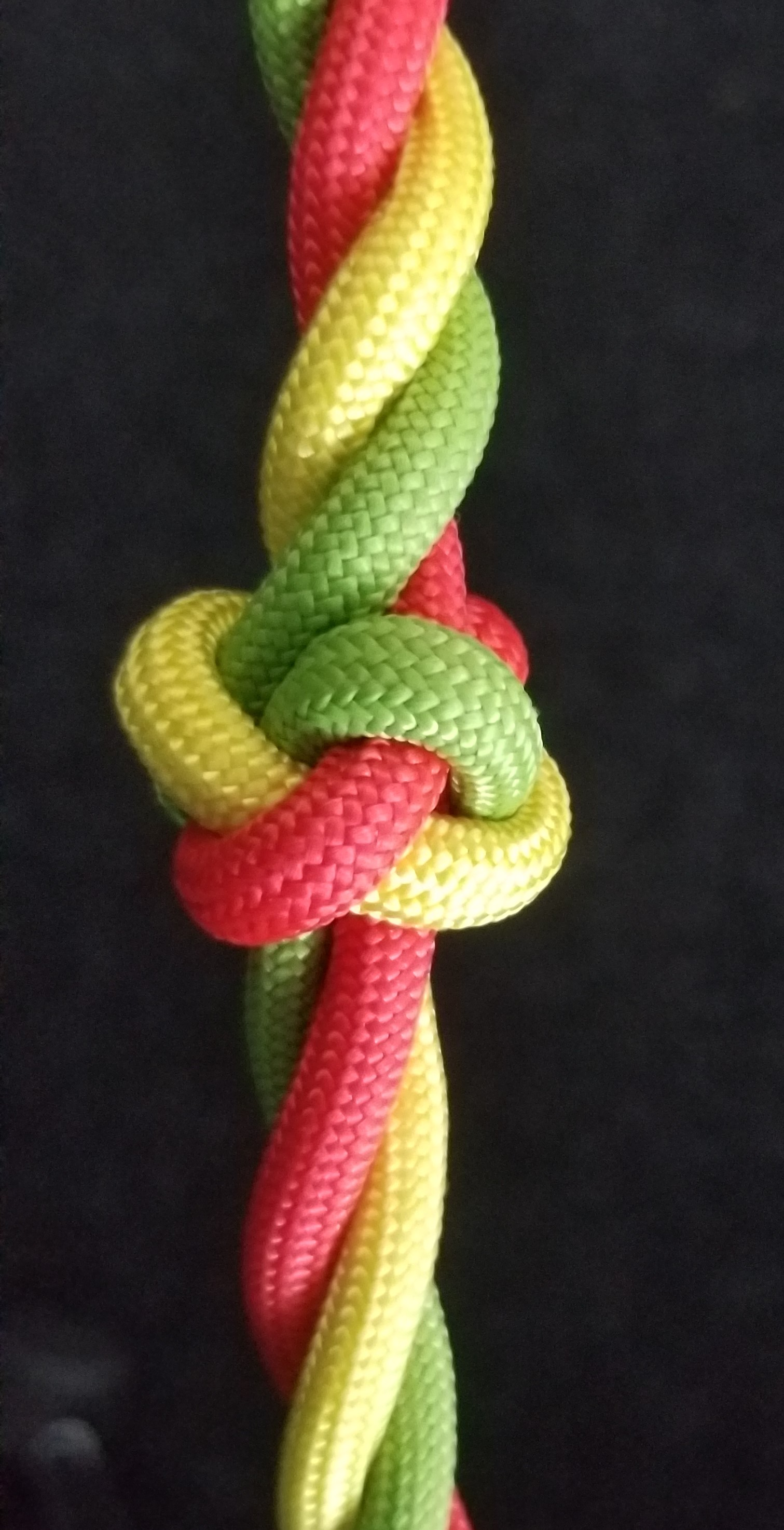
3-Strang-Diamantknoten
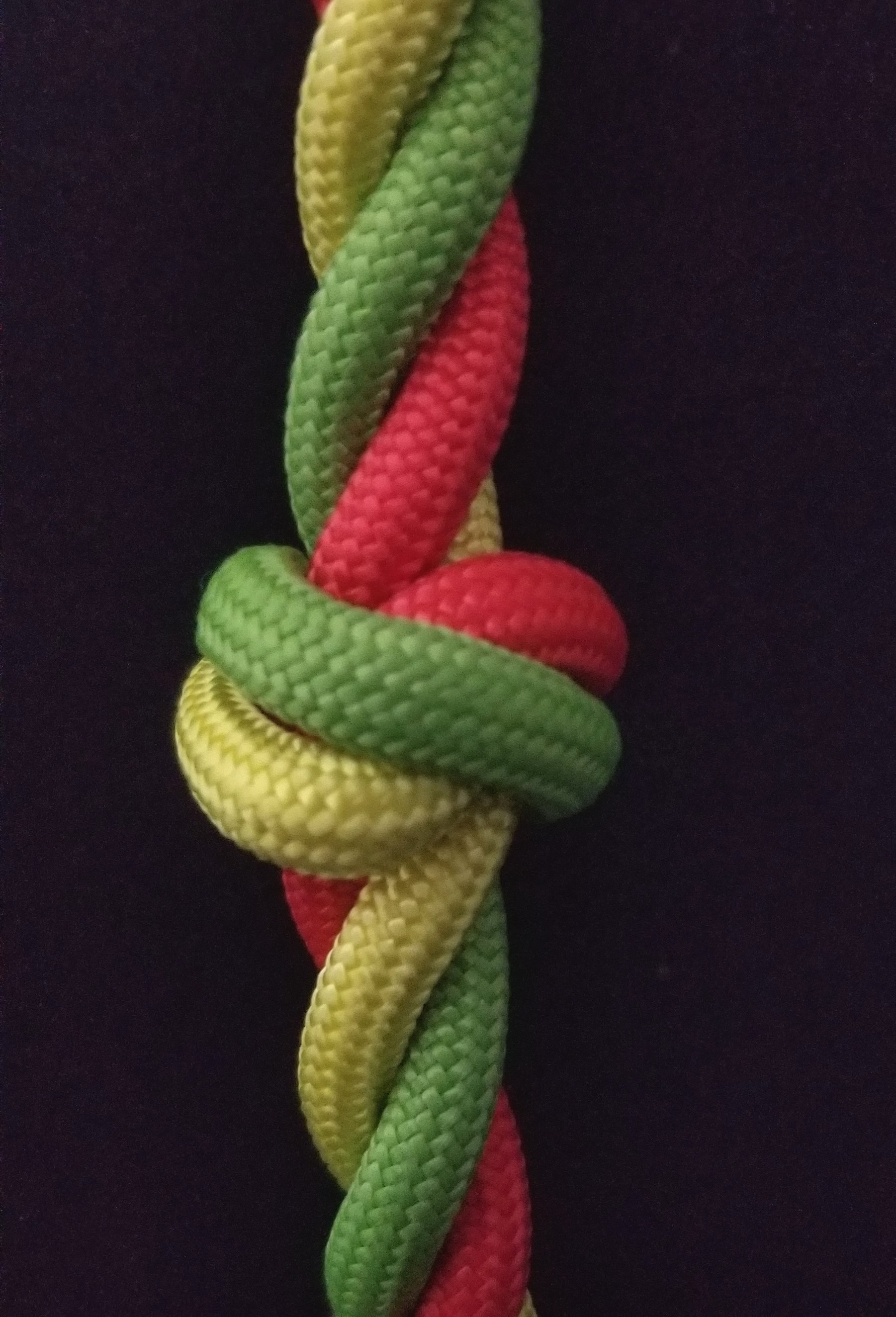
Einfacher Taljereepsknoten
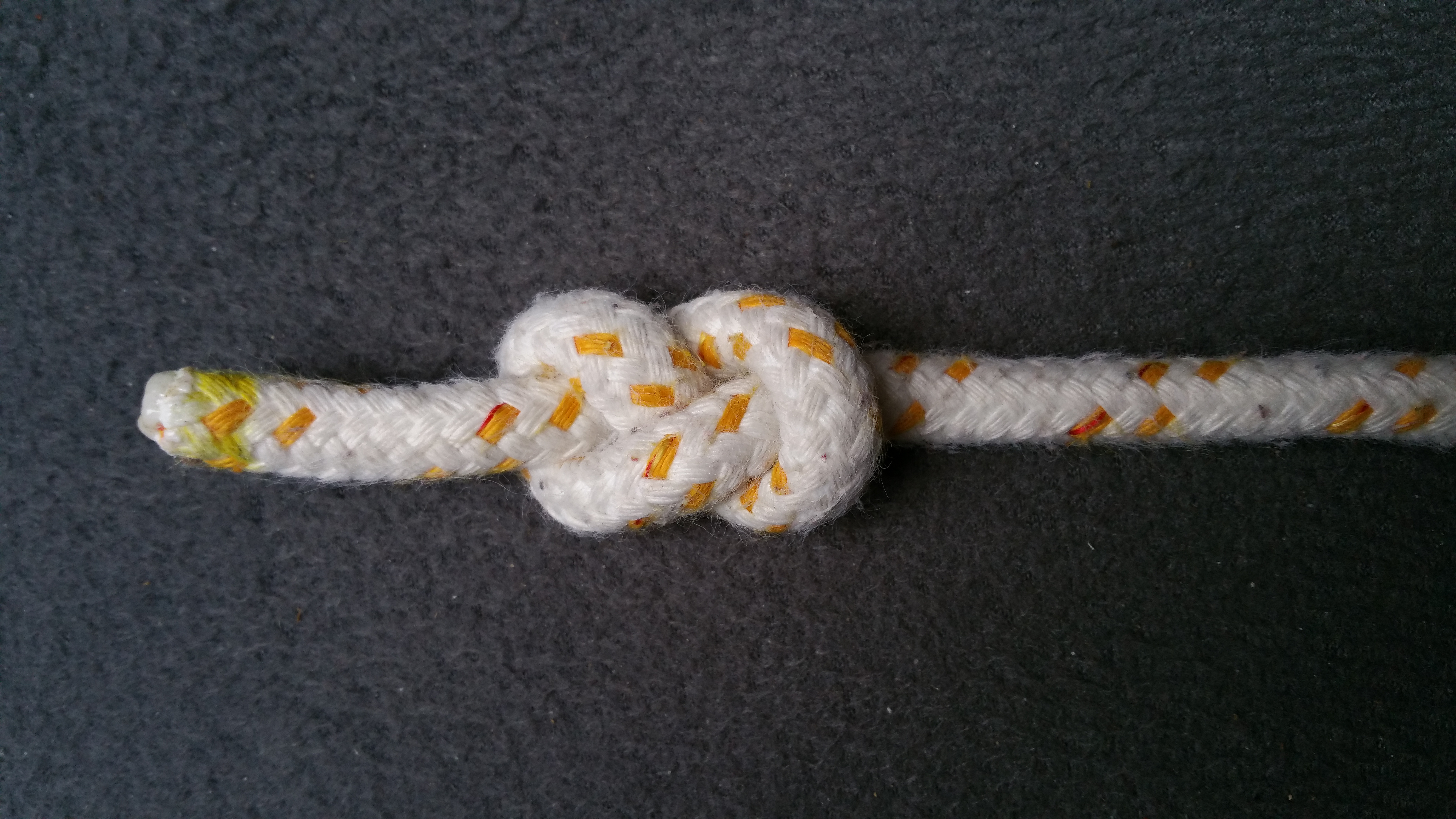
An der Schot wird der Achtknoten verwendet. Er ist schnell zu knüpfen und gut zu lösen.
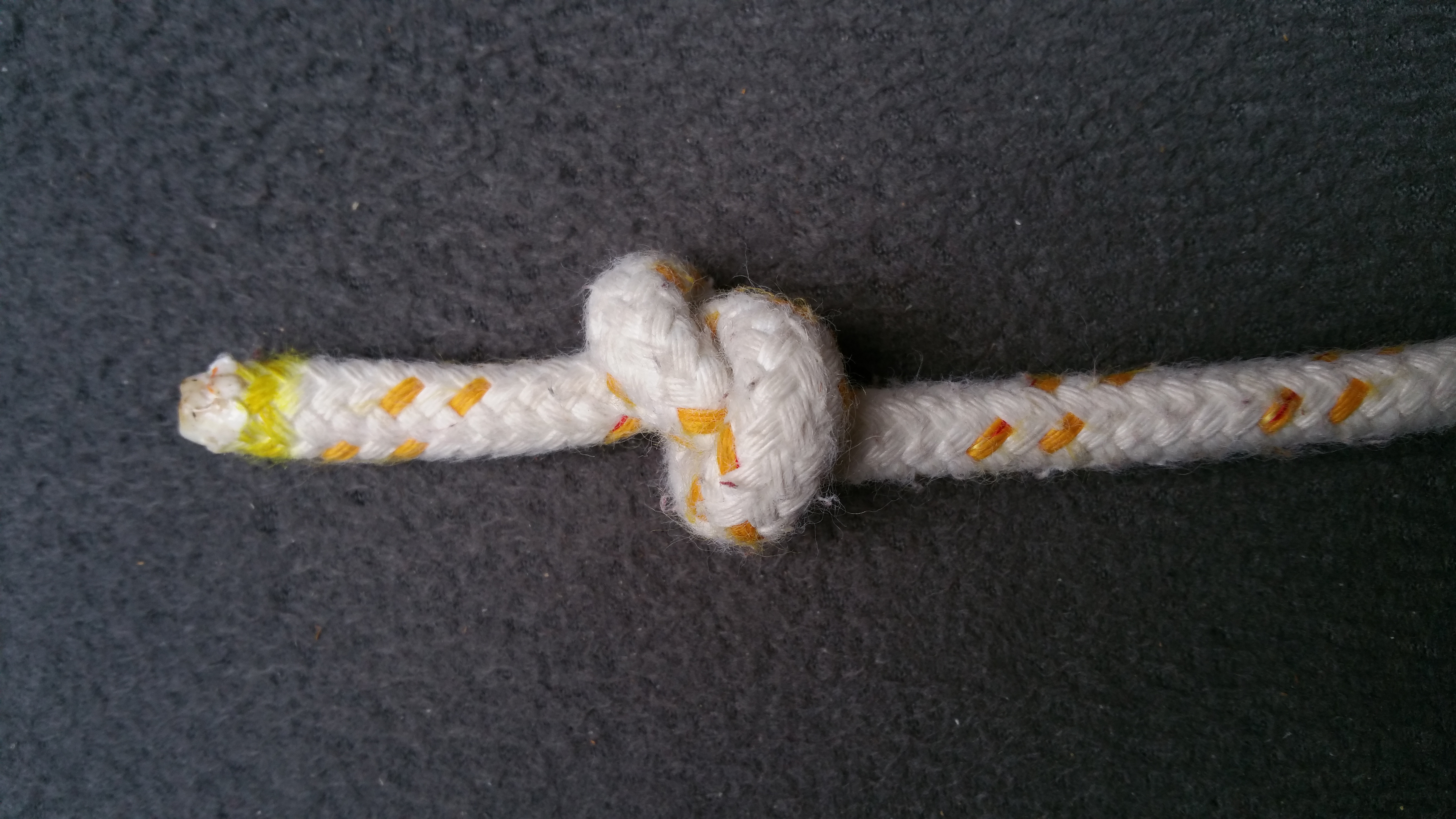
* Der kleinste Stopperknoten ist der Überhandknoten.
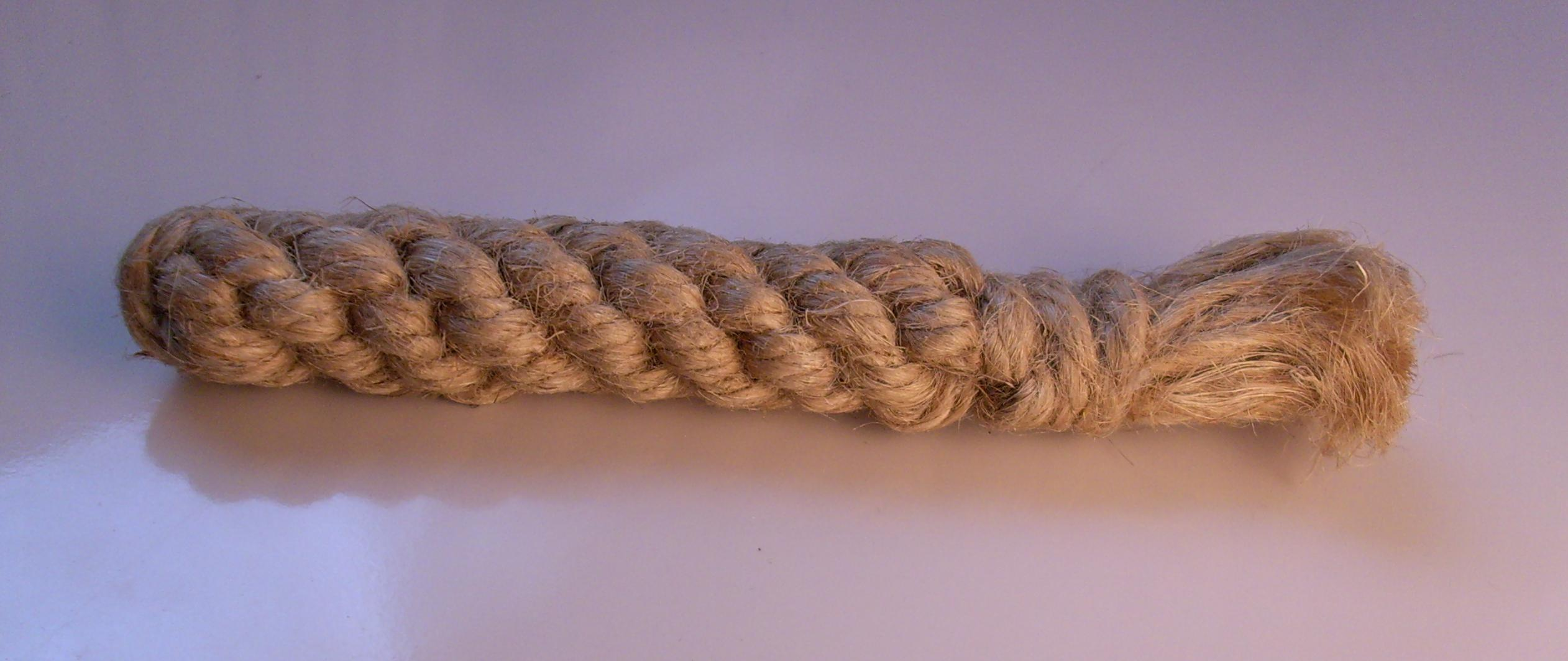
Der Endspleiß verdickt das Ende weniger.